# Tectocepheus coniunctus
Tectocepheus coniunctus är en kvalsterart som beskrevs av Knülle 1954. Tectocepheus coniunctus ingår i släktet Tectocepheus och familjen Tectocepheidae. Inga underarter finns listade i Catalogue of Life.